# Tổng tuyển cử Aruba 2021
Cuộc tổng tuyển cử được tổ chức tại Aruba vào ngày 25 tháng 6 năm 2021 để bầu ra tất cả 21 nghị sĩ Quốc hội. Cuộc bầu cử ban đầu dự kiến diễn ra vào tháng 9 năm 2021, nhưng được tổ chức sớm hơn sau khi chính phủ từ chức vì cuộc điều tra hình sự được mở đối với một trong những đảng liên minh cầm quyền, Đảng Nhân dân Tự hào và Đáng kính, vì tội biển thủ tiền của chính phủ.

## Kết quả
|                              |                                               |           |        |     |     |
| Đảng                         | Đảng                                          | Phiếu bầu | %      | Ghế | +/– |
|                              | Phong trào Bầu cử của Nhân dân                | 20.700    | 35.32  | 9   | 0   |
|                              | Đảng Nhân dân Aruba                           | 18.335    | 31.28  | 7   | –2  |
|                              | RAIZ                                          | 5.474     | 9.34   | 2   | +2  |
|                              | Phong trào Chủ quyền của Aruba                | 4.681     | 7.99   | 2   | +2  |
|                              | Accion 21                                     | 3.410     | 5.82   | 1   | Mới |
|                              | Đảng Yêu nước Aruba                           | 1.809     | 3.09   | 0   | 0   |
|                              | Mạng lưới Dân chủ                             | 1.784     | 3.04   | 0   | –1  |
|                              | Nhân dân Tự hào và Đáng kính                  | 661       | 1.13   | 0   | –2  |
|                              | Liên minh Tiến bộ Yêu nước                    | 621       | 1.06   | 0   | 0   |
|                              | Pueblo Prome                                  | 574       | 0.98   | 0   | Mới |
|                              | Cristiannan Uni Reforzando Potencial di Aruba | 312       | 0.53   | 0   | 0   |
|                              | Hubentud Treciendo Cambio                     | 249       | 0.42   | 0   | Mới |
| Tổng cộng                    | Tổng cộng                                     | 58.610    | 100.00 | 21  | 0   |
|                              |                                               |           |        |     |     |
| Phiếu bầu hợp lệ             | Phiếu bầu hợp lệ                              | 58.610    | 98.50  |     |     |
| Phiếu bầu không hợp lệ/trống | Phiếu bầu không hợp lệ/trống                  | 890       | 1.50   |     |     |
| Tổng cộng phiếu bầu          | Tổng cộng phiếu bầu                           | 59.500    | 100.00 |     |     |
| Cử tri phiếu bầu đã đăng ký  | Cử tri phiếu bầu đã đăng ký                   | 70.283    | 84.66  |     |     |
| Nguồn: Censo                 |                                               |           |        |     |     |